# Ірландська республіканська армія
Ірландська республіканська армія (ІРА) — воєнізовані рухи в Ірландії в XX і XXI столітті, які боролися за незалежність Ірландської Республіки від Великої Британії з правом вільно формувати власну владу.

## Історія
Перша ірландська республіканська армія утворилась в 1917 році ірландськими добровольцями, які не залучалися до британської армії під час Першої світової війни, членами ірландської громадянської армії та іншими.
Під час війни за незалежність Ірландії називалась армією Ірландської Республіки. Проголошена Даїлом Еріанном в 1919 році, як «Стара ІРА». Драматург і колишній член ІРА Брендан Бієн одного разу сказав, що першим питанням на порядку денному будь-якої ірландської організації був «розкол». Ці слова підходять до ІРА:
- Перший розкол відбувся після англо-ірландського договору 1921 року. Прихильники Договору сформували ядро Національної армії новоствореної Ірландської вільної держави, тоді як противники договору продовжували використовувати назву Ірландська республіканська армія.
- Після закінчення громадянської війни в Ірландії (1922—23) ІРА існувала в тій чи іншій формі протягом сорока років, після чого розділилася на Офіційну ІРА та Тимчасову ІРА в 1969 році.